# Rico Bogen
Rico Bogen né le 24 septembre 2000 à Leipzig est un triathlète professionnel allemand, champion du monde d'Ironman 70.3 en 2023.

## Biographie

### Jeunesse
Né d'une famille de sportifs, son père Gregor et sa mère Kathrin pratiquent le triathlon avec leurs deux enfants adolescents.
Sa grande sœur Bianca née en 1998, est triathlète sur courte distance jusqu'en 2022 (6e aux championnats d'Europe 2018 avec l'équipe d'Allemagne de relais mixte) et sur longue distance à partir de 2024. Rico et sa sœur ainée se sont entraînés ensemble toutes leurs enfances et adolescences, ils aimaient également pratiquer en commun le Volley-ball. Rico aime beaucoup pratiquer le tennis de table mais reconnaît qu'ils se sont trouvés ensemble du talent dans le triple effort du triathlon où ils ont basculé tous les deux assez jeunes dans la discipline longue distance.

## Palmarès en triathlon
Les tableaux présentent les résultats les plus significatifs (podium) obtenus sur le circuit international de triathlon depuis 2022,.
| Année | Compétition                                    | Pays        | Position           | Temps           |
| ----- | ---------------------------------------------- | ----------- | ------------------ | --------------- |
| 2025  | Étape du T100 à San Francisco                  | États-Unis  | Médaille d'or      | 3 h 15 min 53 s |
| 2024  | T100 Triathlon World Tour - Classement général |             | Médaille de bronze | 102 pts         |
| 2024  | Étape du T100 à Dubaï (finale)                 | Dubaï       | Médaille d'argent  | 3 h 31 min 8 s  |
| 2024  | Étape du T100 à San Francisco                  | États-Unis  | Médaille de bronze | 3 h 9 min 39 s  |
| 2024  | Challenge Samarcande                           | Ouzbékistan | Médaille de bronze | 3 h 35 min 35 s |
| 2023  | Championnat du monde Ironman 70.3              | Finlande    | Médaille d'or      | 3 h 32 min 21 s |
| 2023  | Ironman 70.3 Kraichgau                         | Allemagne   | Médaille d'or      | 3 h 49 min 50 s |
| 2023  | Challenge Vieux Bocau                          | France      | Médaille de bronze | 3 h 39 min 42 s |
| 2022  | Championnat d'Europe moyenne distance          | Espagne     | Médaille de bronze | 3 h 47 min 16 s |
| 2022  | Bilbao Triathlon                               | Espagne     | Médaille de bronze | 3 h 47 min 16 s |